# Vasile Oprea
Vasile Oprea (n. 3 martie 1957, București, România) este un fost handbalist român, care a făcut parte din lotul echipei naționale de handbal a României, medaliată cu bronz olimpic la Los Angeles 1984.
A jucat la echipa Dinamo București. Din anul 1996 antrenează în Germania.

## Legături externe
- en  Vasile Oprea la Sports-Reference.com (arhivat la 1 aprilie 2020)